# ジーメンス・シュッケルト D.III

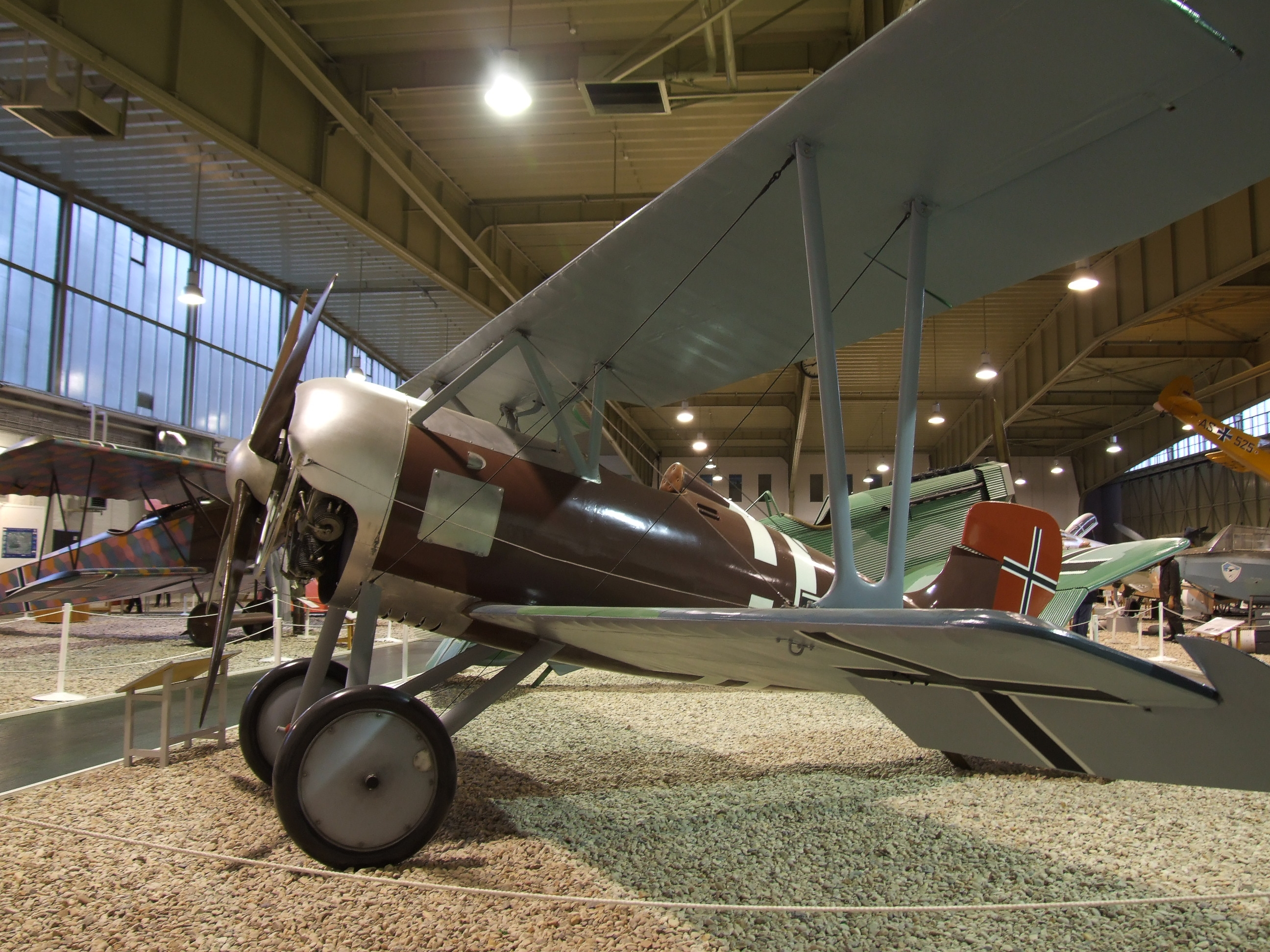
Siemens Schuckert D III のレプリカ

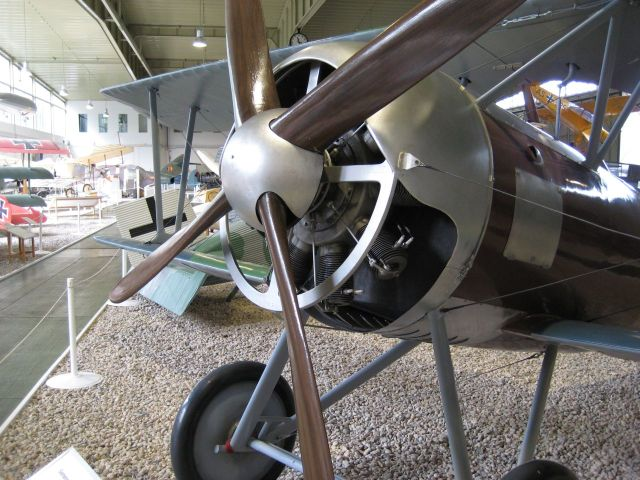
空冷式循環型ラジアルエンジンを搭載した先頭部

ジーメンス・シュッケルト D.III（Siemens-Schuckert D.III）は第一次世界大戦末期にドイツのジーメンス・シュッケルト社で開発された単発のレシプロ戦闘機である。上昇力に優れた機体だったが、登場した時期が遅すぎて戦局に寄与することなく終わった。

## 概要
ジーメンス・シュッケルト社が自社製のエンジンを搭載した戦闘機として開発したD.II戦闘機の生産型がD.IIIで、1917年末に原型機が完成した。太く短い木製セミモノコック構造の胴体を持ち4翅プロペラに大型スピナーを取り付けた、全体的にやや寸詰まり気味のずんぐりした機体であった。最高速度は180km/hと当時の戦闘機と比較して優れたものではなかったが、上昇性能はすばらしく高度5,000mまで約13分で到達することができた。これは、当時の主力戦闘機が同じ高度に達するまで30分以上かかっていたのに比べて驚異的な数字であった。加えて運動性も良好だったため、ドイツ軍は本機を本国の防衛用の戦闘機として採用した。
1918年1月から就役を開始し、約80機程が生産された。さらに改良型のDIVが4月から就役を開始し、約120機生産された。D.IIIとD.IVの大きな違いは主翼の幅だったが、性能上は大差がなかった。卓越した上昇性能を備えていたが、投入された時期が遅すぎた上に迎撃任務という第一次世界大戦における航空戦上では華々しさに欠ける用途の機体だったために、戦局転換への寄与もなく終戦を迎えることとなった。

## スペック
- 全長：5.70m
- 全幅：8.43m
- 全高：2.80m
- 翼面積：18.8m2
- 全備重量：725kg
- エンジン：ジーメンス・ハルスケ ShIII 160hp×1
- 最大速度：180km/h
- 実用上限高度：8,000m
- 航続距離：360km
- 武装
  - 7.7mm機関銃×2
- 乗員1名